# بهاران خجسته باد
«بهاران خجسته باد» نام سرودی انقلابی و امیدبخش و جزو نخستین و از مشهورترین سرودهایی هست که پس از انقلاب ۱۳۵۷ و سقوط نظام شاهنشاهی(حکومت پهلوی)، در گرامیداشت سالروز ورود روح الله موسوی خمینی از رادیو و تلویزیون پخش شد و هنوز پخش می‌شود.
این شعر در سال ۱۳۳۹ سروده و چاپ شده بود و کرامت دانشیان بخشی از آن را چندسال پیش از انقلاب تبدیل به سرود کرد و آن را به دانش‌آموزان مدرسه‌ی سلیران نیز آموخته بود. بعدها و در آستانهٔ پیروزی انقلاب ۱۳۵۷، اسفندیار منفردزاده این سرود را با کمک دوستان و همکارانش اجرا و ضبط کرد.

## تاریخچه
چند هفته پس از کشته‌شدن پاتریس لومومبا (۲ ژوئیه ۱۹۲۵–۱۷ ژانویه ۱۹۶۱) رهبر انقلابی جنبش ملی کنگو در آفریقا، شعری با نام «سرود بهار» از دکتر عبدالله بهزادی از اعضای حزب توده ایران در سوگ لومومبا و در همدردی و خطاب به همسر او در اسفند ۱۳۳۹، در هفته‌نامه «سپید و سیاه» به‌چاپ رسید که بخشی از آن چنین بود:
«به بانوی سوگوار، که در ماتم شهید بنالید و زان نوا، دل عالمی تپید
بهاران خجسته باد!»

سال‌ها پس از آن «کرامت دانشیان» با چند بیت از این شعر، سرودی ساخت که خود آن را می‌خواند و حتی به بچه‌های مدرسه روستای «سلیران» هم آموخته بود و آنها صبح‌ها سر صف مدرسه، به جای سرود شاهنشاهی ایران می‌خواندند. زمانی‌که «دانشیان» بار اول به‌خاطر فعالیتهای سیاسی به زندان افتاد، این سرود را به همراه دیگر رفقا در زندان می‌خواندند. بعدها با اوج‌گیری قیام مردمی و آزادی زندانیان سیاسی، این سرود نیز توسط زندانیانی که آن را می‌شناختند به میان مردم آمد و در یک هفته فاصله بین انقلاب بیست و دوم بهمن ۵۷ و سالروز اعدام دانشیان و خسرو گلسرخی، رفقای کرامت دانشیان که خود را آماده برگزاری بزرگداشت این سالروز می‌نمودند به پیشنهاد پدرام اکبری، تصمیم به اجرای آن سرود که به «بهاران خجسته باد» در بین آنان معروف شده بود می‌گیرند.
وظیفه نوشتن نت این سرود به اسفندیار منفردزاده آهنگساز معروف، که خود نیز در رابطه با پروندهٔ خسرو گلسرخی توسط ساواک دستگیر و مدتی زندانی بود، سپرده شد و او به دلیل نبودن امکانات کافی و دسترسی نداشتن به ارکستر، خود به تنهایی تمام سازها را ابتدا تک تک نواخت و بعد همه را با هم میکس کرد. خوانندگان سرود «علی برفچی»، «عبدالله قهرمانی» و «ابوالفضل قهرمانی»، «فرهاد مافی»، «حسن فخار» «پدرام اکبری» و منفردزاده بودند.
سرانجام، هنگامی که مراسم یادبود و بزرگداشت «کرامت» و «خسرو» در مدرسه عالی تلویزیون در حال برگزار شدن بود، رفقا خسته، نوار ضبط شده و آماده «بهاران خجسته باد!» را مستقیماً از استودیو به سالن برگزاری مراسم آوردند و برای نخستین بار این سرود پخش شد.
منفردزاده خود در مورد سابقه اجرای این سرود بعدها چنین می‌گوید:
«... سرود «بهاران خجسته‌باد» با شتاب و با سازهایی در حد اسباب بازی، با وسایل ضبط زیر متوسط سال انقلاب - یعنی بسیار ابتدائی امروز - با صداهایی کاملاً غیرحرفه‌ای در منزل و نه در استودیو، ضبط شده است. . . اگر سرود «بهاران خجسته‌باد» بدون کمک امتیازات ویژه با چنین اقبالی ماندگار می‌شود، عشق و ایثار انسانی بزرگ و عاشق، نیروی پرتوان ماندگاری آن بوده است، نه موسیقی و اجرا با صدای من. . .»
بسیاری سرایندهٔ شعر سرود «بهاران خجسته‌باد!» را «کرامت دانشیان» می‌پندارند؛ که شاید دلیلش این باشد که این سرود را اولین بار از زبان او شنیده‌اند. حتی در نشریات مختلفی که در سال نخست پس از انقلاب منتشر شد، بر بالای متن چاپ شده ابیات این سروده، نوشته می‌شد: «سروده‌ای از کرامت دانشیان» و چه بسا این باور و برداشت از مطالعه همان نشریات سرچشمه گرفته باشد.

## اشعار
متن کامل:

هوا دلپذیر شد، گل از خاک بردمید
پرستو به بازگشت زد نغمه امید
به جوش آمدست خون درون رگ گیاه
بهار خجسته فال، خرامان رسد ز راه
بهار خجسته فال، خرامان رسد ز راه
به خویشان، به دوستان، به یاران آشنا
به مردان تیزخشم که پیکار می کنند
به آنان که با قلم تباهی دهر را
به چشم جهانیان پدیدار می کنند
بهاران خجسته باد، بهاران خجسته باد
و این بند بندگی، و این بار فقر و جهل
به سرتاسر جهان، به هر صورتی که هست
نگون و گسسته باد، نگون و گسسته باد
به خویشان، به دوستان، به یاران آشنا
به مردان تیزخشم که پیکار می کنند
به آنان که با قلم تباهی دهر را
به چشم جهانیان پدیدار می کنند
بهاران خجسته باد، بهاران خجسته باد